# Yuri Matias
Jefferson Yuri de Sousa Matias, meglio noto come Yuri (Campina Grande, 10 febbraio 1995), è un calciatore brasiliano, difensore dell'Ajman.

## Carriera
Ha giocato nella massima serie iraniana con il Tractor ed in quella rumena con il Gaz Metan Mediaș.

## Statistiche

### Presenze e reti nei club
Statistiche aggiornate al 14 febbraio 2022.
| Stagione                | Squadra                 | Campionato              | Campionato | Campionato | Coppe nazionali | Coppe nazionali | Coppe nazionali | Coppe continentali | Coppe continentali | Coppe continentali | Altre coppe | Altre coppe | Altre coppe | Totale | Totale |
| Stagione                | Squadra                 | Comp                    | Pres       | Reti       | Comp            | Pres            | Reti            | Comp               | Pres               | Reti               | Comp        | Pres        | Reti        | Pres   | Reti   |
| ----------------------- | ----------------------- | ----------------------- | ---------- | ---------- | --------------- | --------------- | --------------- | ------------------ | ------------------ | ------------------ | ----------- | ----------- | ----------- | ------ | ------ |
| 2014                    | América-PE              | A1/PE                   | 1          | 0          |                 | -               | -               |                    | -                  | -                  |             | -           | -           | 1      | 0      |
| 2015                    | América-PE              | A1/PE                   | 10         | 0          |                 | -               | -               |                    | -                  | -                  |             | -           | -           | 10     | 0      |
| 2016                    | América-PE              | A1/PE+D                 | 14+0       | 0          |                 | -               | -               |                    | -                  | -                  |             | -           | -           | 14     | 0      |
| Totale América-PE       | Totale América-PE       | Totale América-PE       | 25         | 0          |                 | -               | -               |                    | -                  | -                  |             | -           | -           | 25     | 0      |
| 2016-2017               | Académica               | SL                      | 15         | 1          | CP+CdL          | 0+1             | 0               |                    | -                  | -                  |             | -           | -           | 16     | 1      |
| 2017-2018               | Académica               | SL                      | 13         | 0          | CP+CdL          | 3+1             | 0               |                    | -                  | -                  |             | -           | -           | 17     | 0      |
| 2018-2019               | Académica               | SL                      | 27         | 2          | CP+CdL          | 1+0             | 0               |                    | -                  | -                  |             | -           | -           | 28     | 2      |
| 2019-gen. 2020          | Académica               | SL                      | 3          | 0          | CP+CdL          | 0               | 0               |                    | -                  | -                  |             | -           | -           | 3      | 0      |
| Totale Académica        | Totale Académica        | Totale Académica        | 58         | 3          |                 | 6               | 0               |                    | -                  | -                  |             | -           | -           | 64     | 3      |
| gen.-giu. 2020          | Tractor                 | PL                      | 2          | 0          |                 | -               | -               |                    | -                  | -                  |             | -           | -           | 2      | 0      |
| 2020-2021               | Gaz Metan Mediaș        | L1                      | 27         | 2          | CR              | 1               | 0               |                    | -                  | -                  |             | -           | -           | 28     | 2      |
| 2021-feb. 2022          | Gaz Metan Mediaș        | L1                      | 20         | 4          | CR              | 1               | 1               |                    | -                  | -                  |             | -           | -           | 25     | 5      |
| Totale Gaz Metan Mediaș | Totale Gaz Metan Mediaș | Totale Gaz Metan Mediaș | 47         | 6          |                 | 2               | 1               |                    | -                  | -                  |             | -           | -           | 49     | 7      |
| feb.-giu. 2022          | CFR Cluj                | L1                      | 0          | 0          | CR              | -               | -               |                    | -                  | -                  |             | -           | -           | 0      | 0      |
| Totale carriera         | Totale carriera         | Totale carriera         | 132        | 9          |                 | 8               | 1               |                    | -                  | -                  |             | -           | -           | 140    | 10     |

## Palmarès

### Club

#### Competizioni nazionali
- Campionato rumeno: 1

CFR Cluj: 2021-2022